# 沙漠岩石演习

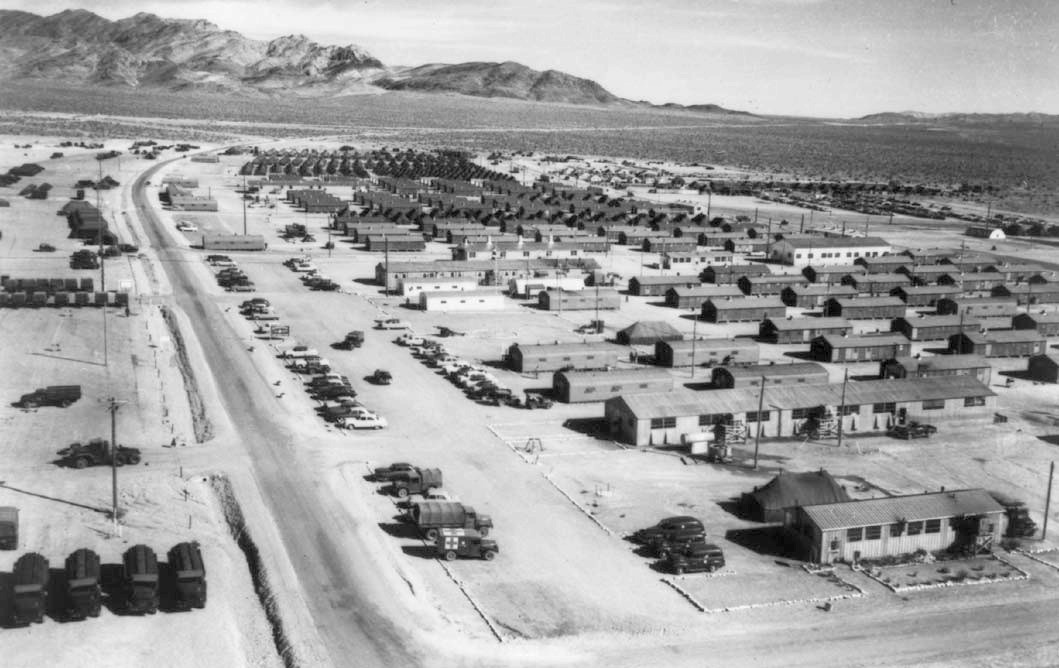
沙漠岩石营地俯瞰图。

沙漠岩石（英語：Desert Rock）是美军与大气层核试验同时进行的一系列军事演习的代号。这些演习在1951至1957年之间的内华达试验场进行。
他们的目的是为核战争训练士兵，并研究相应的军事策略。包括观察项目、战术演习和破坏效果测试。
沙漠岩石营地建立在1951年，Camp Mercury以南1.5英里。营地用来安顿军队和放置演习设备。此营从1964年不再作为军事基地。

## 摘要

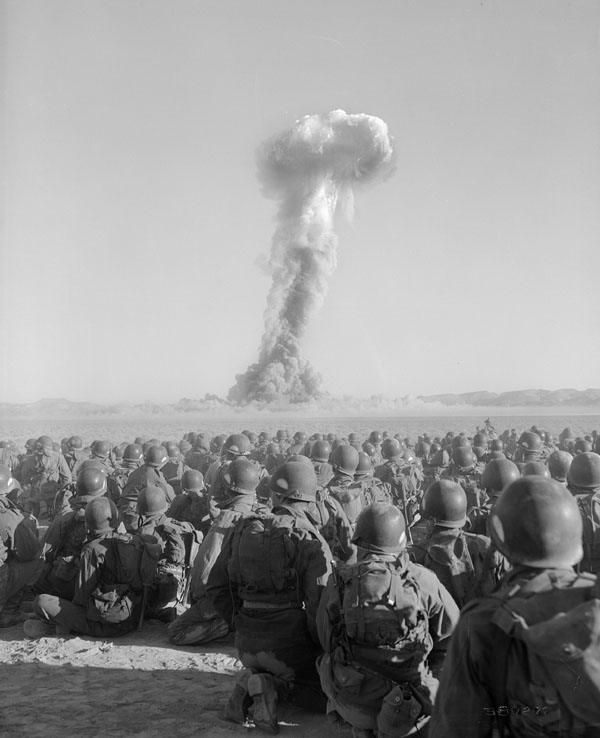
沙漠岩石一 - 克星-争吵行动，代号D核试验 - 1951年11月1日

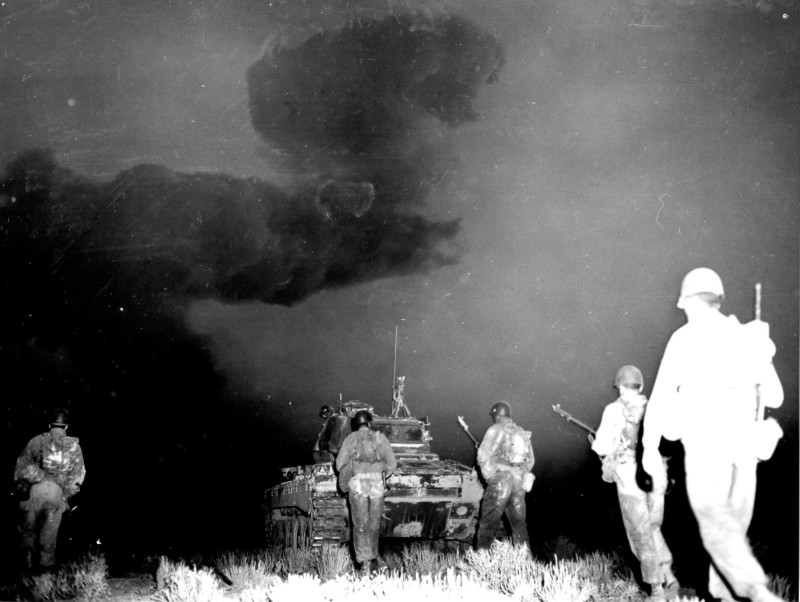
沙漠岩石四 - 不倒翁-鲷鱼行动，代号G核试验 - 1952年6月1日

| 演习                       | 核试验系列      | 日期                      | 国防部参与者总数 | 战术演习人数 |
| -------------------------- | --------------- | ------------------------- | ---------------- | ------------ |
| 沙漠岩石第一、二、三次行动 | 克星-争吵行动   | 1951年10月22日 - 11月22日 | 11,000           | 6,500        |
| 沙漠岩石第四次行动         | 不倒翁-鲷鱼行动 | 1952年4月1日 - 6月5日     | 11,700           | 7,400        |
| 沙漠岩石第五次行动         | 结果-节孔行动   | 1953年3月17日 - 6月4日    | 20,100           |              |
| 沙漠岩石第六次行动         | 茶壶行动        | 1955年2月18日 - 5月15日   | 11,700           | 8,000        |
| 沙漠岩石第七、八次行动     | 铅锤行动        | 1957年4月24日 - 10月7日   | 14,000           |              |

## 沙漠岩石第一、二、三次行动
观测项目在代号为D、S和U的核爆炸中进行。战术演习在代号为D的核爆炸后进行。破坏测试在代号为D、S和U的核爆炸中进行，以测试核爆炸对军事设施和防御工事的影响。

## 沙漠岩石第四次行动
观测项目在代号为C、D、F和G的核爆炸中进行。战术演习在代号为C、D和G的核爆炸后进行。心理测试在代号为C、F和G的核爆炸中进行，以测试军队目击核爆炸的反应。

## 沙漠岩石第五次行动
沙漠岩石五演习包括军队适应和训练、一项志愿军官观察项目、军队战术演习、作战直升机测试和破坏影响评估。

## 沙漠岩石第六次行动
观测场项目在Wasp、Moth、Tesla、Turk、Bee、Ess、Apple 1和Apple 2爆炸中进行。战术演习在Bee和Apple 2爆炸后进行。技术试验在Wasp、Moth,
Tesla、Turk、Bee、Ess、Apple 1、Wasp Prime、Met和Apple 2时进行。
装甲任务力量测试和RAZOR测试在Apple 2爆炸后进行，以证明加固坦克军队抓住核爆炸后瞬时的能力。

## 沙漠岩石第七、八次行动
战术演习在Hood、Smoky、和Galileo爆炸后进行。在Hood爆炸后，美国海军陆战队使用了直升机空运人员的演习。在Galileo爆炸后，测试了军队对目击一场核爆炸的心理反应。

## 另見
- 美國不道德人體實驗